# Memorias históricas (Capmany)
 Memorias históricas sobre la marina, comercio y artes de la antigua ciudad de Barcelona.  Como dice su título es un libro recapitulativo sobre la marina, el comercio y las artes de la ciudad de Barcelona, escrito por el ilustre Antonio de Capmany y Montpalau.

## Descripción
Monumental y magna obra sobre la economía barcelonesa antigua, fijándose en los aspectos que hicieron de la ciudad una de las potencias comerciales del Mediterráneo desde la Edad Media hasta bien entrado el siglo XVI: su importante marina mercante, su fuerte estructura gremial y la productividad industrial, todo apoyado en numerosos datos y documentos, muchos de ellos inéditos hasta entonces.
La obra fue ilustrada con cabeceras y viñetas dibujadas por conocidos artistas (Camarón, Montaña, etc.) y grabadas en cobre en su mayoría por Moles. Como indica Palau, este título fundamental contiene "un arsenal de documentos y datos de primera mano" que lo han convertido en una obra importantísima.
A los cuatro volúmenes de Memorias Históricas, usualmente se adjunta un quinto volumen del "Código de las costumbres marítimas de Barcelona" que reproduce el Libro del Consulado de Mar de Barcelona, formando una colección de cinco volúmenes, de extraordinario valor histórico y documental sobre la historia de la Marina Catalana.

## Estructura de la obra
Gran cuarto, 4 vols.
vol. 1: 3 hoja., XXIV, 185, 260, 148, VI p .;
vol. 2: 2 hoja., XVI, 471, XIII, XXX, 124, III p .;
vol. 3: 2 hoja., XX, 377, XI p .;
vol. 4: 3 hoja., XXXIV, 418, 133 p.).
Seguidos de:
vol. V: "Código de las costumbres marítimas de Barcelona" 1 hoja., LXXXI, 368 p .; 1 hoja., 225 p.